# 加藤文三
加藤 文三（かとう ぶんぞう、1930年3月18日- ）は、日本の教師、歴史家。
配偶者は、加藤好子。

## 経歴
東京生まれ。東京都立大学 (1949-2011)卒業。江東区立第二砂町中学校などで33年間社会科を教える。
埼玉大学などで講師として社会科教育法を担当。東京都歴史教育者協議会の一員として活動し、日教組の教育研究集会などで、教育実践の報告を重ねた。

## 著書
- 『日本の夜明け 近代日本の先駆者たち』筑摩書房　1962
- 『学問の花ひらいて』新日本出版社　1972　かもしか文庫
- 『石間をわるしぶき 国民的歴史学と歴史教育』地歴社 1973
- 『歴史教育論の展開』新日本出版社　1973
- 『すべての生徒が100点を』地歴社　1977
- 『奥の細道歌仙の評釈』地歴社　1978
- 『昭和史歳時記』青木書店　1978
- 『民謡歳時記 くらしの文化史』青木書店　1980
- 『歴史の歩み 日本史入門』地歴社　1982
- 『学問のすすめ』地歴社　1983
- 『教育のすすめ』地歴社　1983
- 『近代史の歩み』全3巻 地歴社　1984-85
- 『昭和戦後史 歳時記ふうにつづる戦後の歩み』青木書店　1984
- 『教養のための日本史入門』新日本出版社　1986
- 『川合義虎 日本共産青年同盟初代委員長の生涯』1988　新日本新書
- 『亀戸事件 隠された権力犯罪』大月書店　1991
- 『日本近現代史の発展』新日本出版社　1994
- 『渡辺崋山』大月書店　1996
- 『渡辺政之輔とその時代』学習の友社　2010

## 共編著
- 『歴史教育の資料と扱い方』鈴木亮、吉村徳蔵共著　大村書店　1965
- 『生徒会がたちあがった 第二砂町中学校生徒会の記録』青木章八共編　光陽出版社　1988
- 『日本人いのちと健康の歴史』全5巻　農山漁村文化協会　2008

1. 「病とのたたかいがはじまる 古代」上坂良子共編
2. 「はじめての病院ができる 中世」渡部喜美子共編
3. 「西洋医学がやってきた 近世」平尾真智子共編
4. 「戦争と人のいのち 明治・大正」渡部喜美子共編
5. 「食・環境、新たなたたかい 昭和から平成へ」名原壽子共編